# Pleasant Goat and Big Big Wolf
Pleasant Goat and Big Big Wolf (kinesisk: 喜羊羊与灰太狼; pinyin: Xǐ Yáng Yáng yǔ Huī Tài Láng) er en kinesisk animeret tv-serie, der første gang blev sendt i 2005. Den er lavet af Huang Weiming, og produceret af Creative Power Entertaining.
Serien handler om en gruppe får og en klodset ulv, der forsøger at fange dem. Serien sendes på mere end 40 tv-kanaler i Kina. Seriens popularitet har resulteret i merchendise af bl.a. figurerne. Der er produceret 2633 episoder af serien samt ti spillefilm. Den kinesiske titel på serien er navnet på hovedpersonerne: fåret Xǐ Yáng Yáng (yáng betyder får eller ged) og ulven Huī Tài Láng (láng betyder ulv).